# Abu Ibrahim Ahmad
Abu Ibrahim Ahmad ibn Muhammad (ur. 835, zm. 863) – szósty emir z dynastii Aghlabidów w Ifrikiji w latach 856-863.
Objął tron po stryju Muhammadzie I Abu al-Abbasie (841-856). Pod jego rządami królestwo osiągnęło 
swój szczyt. Dzięki pokojowi w państwie rozkwitał handel i rzemiosło. Rolnictwo rozwijało się znakomicie przez budowę systemów
nawadniających. Za Ahmada przebudowano w Tunisie meczet Oliwny, jedną z najważniejszych budowli z czasów Aghlabidów, a także rozbudowano meczet w Kairuanie.
Następcami Ahmada byli jego brat Zijadat Allah II (863-864) oraz syn Muhammad II ibn Ahmad (Abu al-Gharanik) (864-875).